# DNAJC28
DNAJC28‏ (DnaJ heat shock protein family (Hsp40) member C28) هوَ بروتين يُشَفر بواسطة جين DNAJC28 في الإنسان.